# リー環の指数写像
リー群論において、指数写像（しすうしゃぞう、英: exponential map）は、リー群のリー環から局所的な群構造を取り出せるような、リー環からリー群への写像である。指数写像の存在はリー環のレベルでリー群を研究することの主要な正当性の1つである。
解析学の通常の指数関数は G が正の実数の乗法群（そのリー環は実数全体のなす加法群）のときの指数写像という特別な場合である。リー群の指数写像は通常の指数関数の性質と類似の多くの性質を満たすが、しかしながら、多くの重要な面において異なりもする。

## 定義
{\displaystyle G} をリー群とし {\displaystyle {\mathfrak {g}}} を（{\displaystyle G} の単位元における接空間として考える）そのリー環とする。指数写像 (exponential map) は以下のようにいくつかの異なる方法で定義できる写像
{\displaystyle \exp \colon {\mathfrak {g}}\to G}
である：
- {\displaystyle \exp(X)=\gamma (1)}。ただし

{\displaystyle \gamma \colon \mathbb {R} \to G}
は単位元における接ベクトルが {\displaystyle X} に等しいような {\displaystyle G} の唯一の1パラメータ部分群である。チェインルールから {\displaystyle \exp(tX)=\gamma (t)} が容易に従う。写像 {\displaystyle \gamma } は {\displaystyle X} に伴う右あるいは左不変なベクトル場の積分曲線として構成することができる。すべての実パラメータに対して積分曲線が存在することは 0 の近くでの解を右または左移動することによって従う。
- 平行移動が左移動によって与えられるような G 上の標準的な左不変なアフィン接続の指数写像。つまり、{\displaystyle \exp(X)=\gamma (1)} ただし {\displaystyle \gamma } は始点が単位元で（接ベクトルと考える）始速度が X の唯一の測地線である。
- G の標準的な右不変なアフィン接続の指数写像。これは通常標準的な左不変な接続とは異なるが、どちらの接続も同じ測地線（左または右からの積によって作用する1パラメータ部分群の軌道）を持つので同じ指数写像を与える。
- {\displaystyle G} が行列リー群であれば、指数写像は行列の指数関数と一致し、通常の級数展開によって与えられる：

{\displaystyle \exp(X)=\sum _{k=0}^{\infty }{\frac {X^{k}}{k!}}=I+X+{\frac {1}{2}}X^{2}+{\frac {1}{6}}X^{3}+\dotsb }
（ここで {\displaystyle I} は単位行列である）。
- G がコンパクトであれば、左及び右移動で不変なリーマン計量を持ち、指数写像はこのリーマン計量の指数写像（英語版）である。
- リー群とリー環の対応（英語版）もまた定義を与える：{\displaystyle {\mathfrak {g}}} の元 X に対し、{\displaystyle t\mapsto \exp(tX)} はリー環準同型 {\displaystyle t\mapsto tX} に対応する唯一のリー群準同型である。（注： {\displaystyle \operatorname {Lie} (\mathbb {R} )=\mathbb {R} }）

## 例
- 複素平面で中心が 0 にある単位円は、1 における接空間が複素平面の虚数直線 {\displaystyle \{it:t\in \mathbb {R} \}} と同一視できるリー群である（円群と呼ばれる）。このリー群の指数写像は
{\displaystyle it\mapsto \exp(it)=e^{it}=\cos(t)+i\sin(t),\,}

つまり、通常の複素指数関数と同じ公式で与えられる。
- 分解型複素数平面 {\displaystyle z=x+y\jmath ,\quad \jmath ^{2}=+1,} において、虚数直線 {\displaystyle \lbrace \jmath t:t\in \mathbb {R} \rbrace } は単位双曲線（英語版）群 {\displaystyle \lbrace \cosh t+\jmath \ \sinh t:t\in \mathbb {R} \rbrace } のリー環をなす、なぜならば指数写像は
{\displaystyle \jmath t\mapsto \exp(\jmath t)=\cosh t+\jmath \ \sinh t}

によって与えられるからだ。
- 四元数 H において 0 を中心とする単位 3 次元球面 S3 は 1 での接空間が純虚四元数の空間 {\displaystyle \{it+ju+kv:t,u,v\in \mathbb {R} \}} と同一視できるリー群（特殊ユニタリ群 SU(2) と同型）である。この基本的な表現におけるこのリー群の指数写像は
{\displaystyle \mathbf {w} =(it+ju+kv)\mapsto \exp(it+ju+kv)=\cos(|\mathbf {w} |)+\sin(|\mathbf {w} |){\frac {\mathbf {w} }{|\mathbf {w} |}}\,}

によって与えられる。この写像は純虚四元数の中の半径 R の 2 次元球面を {\displaystyle \{s\in S^{3}\subset \mathbf {H} :\operatorname {Re} (s)=\cos(R)\}},  {\displaystyle R\not \equiv 0{\pmod {2\pi }}} のとき半径 {\displaystyle \sin(R)} の 2 次元球面、にうつす（cf. パウリベクトルの指数関数。）これを上の最初の例と比較せよ。
- V を有限次元実ベクトル空間としそれを加法的なリー群と見る。すると V を 0 での接空間と同一視することで {\displaystyle \operatorname {Lie} (V)=V} であり、指数写像

{\displaystyle \operatorname {exp} :\operatorname {Lie} (V)=V\to V}
は恒等写像である。

## 性質
- すべての {\displaystyle X\in {\mathfrak {g}}} に対して、写像 {\displaystyle \gamma (t)=\exp(tX)} は、単位元における接ベクトルが X であるような G の唯一の1パラメータ部分群である。したがって
  - {\displaystyle \exp(t+s)X=(\exp tX)(\exp sX)\,}
  - {\displaystyle \exp(-X)=(\exp X)^{-1}.\,}
- 指数写像 {\displaystyle \exp \colon {\mathfrak {g}}\to G} は滑らかな写像（英語版）である。単位元における微分 {\displaystyle \exp _{*}\colon {\mathfrak {g}}\to {\mathfrak {g}}} は（通常の同一視によって）恒等写像である。したがって指数写像は適当に制限すると {\displaystyle {\mathfrak {g}}} における 0 のある近傍から G における 1 のある近傍への微分同相となる。
- しかしながら指数写像は一般には被覆写像ではない。すべての点において局所微分同相とはなっていないのである。例えば、so(3) から SO(3) への写像は被覆写像でない。この不成立に関してはcut locus（英語版）も参照。
- 指数写像の像は常に G の単位成分（英語版）に入る。G がコンパクトなときには、指数写像は単位元成分への全射である。
- 一般に、指数写像は以下の場合に全射である： G は連結かつコンパクト、G は連結かつ冪零、{\displaystyle G=GL_{n}(\mathbb {C} )}。
- 連結だがコンパクトでない群 SL2(R) の指数写像の像は群全体ではない。その像は固有値が正か絶対値 1 の C-対角化可能な行列と固有値 1 の対角化可能でない三角化可能行列からなる。
- 写像 {\displaystyle \gamma (t)=\exp(tX)} は X に伴う右左両方不変なベクトル場の単位元を通る積分曲線である。
- X に伴う左不変ベクトル場 {\displaystyle X^{L}} の {\displaystyle g\in G} を通る積分曲線は {\displaystyle g\exp(tX)} によって与えられる。同様に、右不変ベクトル場 {\displaystyle X^{R}} の g を通る積分曲線は {\displaystyle \exp(tX)g} によって与えられる。ベクトル場 {\displaystyle X^{L,R}} によって生成されるフロー {\displaystyle \xi ^{L,R}} は次で与えられることが従う：
  - {\displaystyle \xi _{t}^{L}=R_{\exp tX}}
  - {\displaystyle \xi _{t}^{R}=L_{\exp tX}.}

これらのフローは大域的に定義されているから、G 上のすべての左及び右不変ベクトル場は完備である。
- {\displaystyle \phi \colon G\to H} をリー群準同型とし、{\displaystyle \phi _{*}} をその単位元における微分とする。すると以下の図式は可換である：

- とくに、群 G のリー群の随伴表現に適用すると、
  - {\displaystyle g(\exp X)g^{-1}=\exp(\mathrm {Ad} _{g}X)\,}
  - {\displaystyle \mathrm {Ad} _{\exp X}=\exp(\mathrm {ad} _{X}).\,}